# 十六边形
十六邊形，是幾何學上任何有16條邊及16隻角的多邊形。
一個正十六邊形可被尺規作圖繪畫出來。
正十六邊形的每個內角是157.5度；而任何十六邊形的所有內角和是2520度。